# 莫爾茨格許格爾山

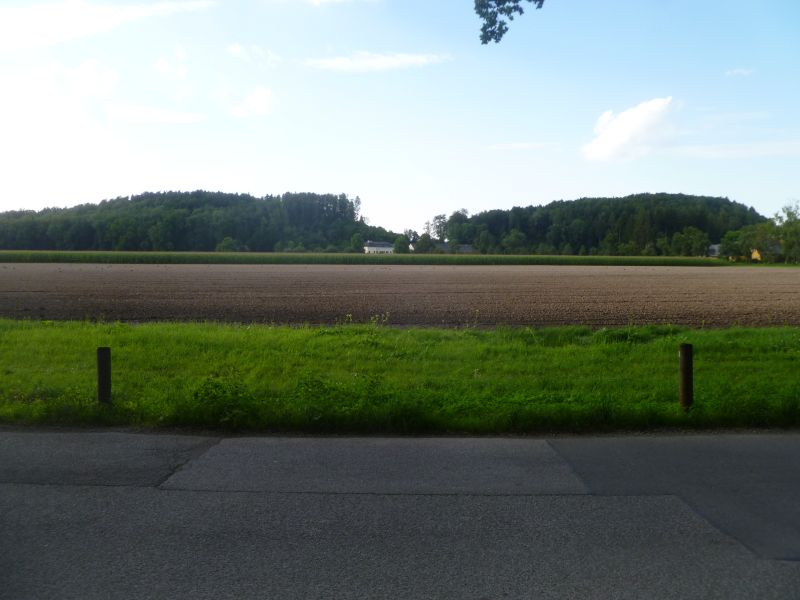

47°45′58″N 13°03′17″E / 47.766187729807626°N 13.054729700088501°E
莫爾茨格許格爾山（德語：Morzger Hügel），是奧地利的山峰，位於該國中部，由薩爾茨堡州負責管轄，距離黑爾布倫山0.9公里，海拔高度470米，山體在白堊紀時期形成。